# Potentia Animi
Potentia Animi est un groupe allemand de medieval rock, originaire de  Dessau, Saxe-Anhalt. Son nom signifie « force de l'âme ».

## Histoire
Potentia Animi est formé en 2002. Avant ce groupe, les musiciens avaient déjà joué dans plusieurs autres groupes de la scène médiévale. Ainsi, Bruder Liebe était un membre de Corvus Corax, lorsque le groupe s'appelait encore Congregatio, et des Inchtabokatables. En 2004, le premier album Das erste Gebet sort sur Staupa Musica, un sous-label allemand de Metal Blade Records. En 2005, le groupe joue au festival M'era Luna.
En 2006, le deuxième album Psalm II sort, et le groupe se produit également au Summer Breeze cette année-là. Vers la fin de l'année sort également l'EP de Noël Sind die Lichter angezünden ? Potentia Animi y reprend musicalement plusieurs chansons de Noël connues, les textes sont également modifiés. En 2008, le groupe joue entre autres au Festival der Spielleute au Schloss Burg à Solingen. En octobre 2008, le groupe annonce sa séparation. Leur concert d'adieu a lieu le 30 avril 2009 au château d'eau de Rosslau. En 2014, le groupe donne un concert exclusif lors du Hörnerfest à Brande-Hörnerkirchen.

## Style musical
Les membres du groupe se présentaient en soutane de prêtre, mais contrairement à cette apparence, ils se comportaient de manière assez peu chaste. Ils portaient également souvent des masques. Leur style musical mélange des éléments de musique médiévale et de rock. Le groupe s'inspire principalement du chant grégorien des moines. Avec Qui per Mundum, extrait de l'album Psalm II, ils ajoutent des chants parlés à leur musique médiévale. Musicalement, le groupe est comparé aux grands du genre, comme Subway to Sally, In Extremo et, notamment en raison des sons électroniques, Tanzwut. Le magazine Eclipsed voit cela d'un œil plutôt négatif. On y disait que Potentia Animi mélangeait le « Dumpfbackenteutonenmetal de Rammstein avec le faux pathos de Gregorian ».
Le groupe publie ses textes principalement en latin, souvent écrits dans ce que l'on appelle le latin de cuisine. Le reste des chansons est écrit en allemand. Certaines parties des textes sont tirées de Carmina Burana. Malgré son image quelque peu grivoise et plutôt blasphématoire, le groupe tente de traduire dans les temps modernes des chansons authentiques, dont certaines étaient considérées comme perdues. Seuls quelques points de vue modernes ont été adoptés. Les textes sont néanmoins principalement vulgaires et présentent des signes évidents de critique de la religion. Interrogé sur ce dernier point, Titus Jany, qui incarne le frère Amour (Bruder Liebe), déclare : « Nous sommes tous religieux et appartenons à différentes confessions, aussi incroyable que cela puisse paraître. Pour nous, la différence réside dans le fait que nous considérons l'église et la religion comme deux choses différentes. Nous ne nous moquons en aucun cas de la religion, mais uniquement de l'institution qu'est l'Eglise. Il faut faire attention à ne pas se rapprocher [sic] de quelqu'un dans cet environnement ». Mario Gericke, alias Bruder Nachtfraß, était le principal compositeur et présentait ses versions brutes à ses collègues du groupe qui participaient à l'élaboration.

## Discographie

### Albums studio
- 2004 : Das erste Gebet (Staupa Musica, Stars in the Dark, Spice Records)
- 2006 : Psalm II (Staupa Musica)

### EP
- 2006 : Sind die Lichter angezündet? (Staupa Musica)